# Терхова
Терхова (словац. Terchová) — село, громада округу Жиліна, Жилінський край, регіон Горне Поважіє. Кадастрова площа громади — 84,54 км².
Населення 4084 особи (станом на 31 грудня 2018 року).

## Історія
Терхова згадується 1580 року.

## Географія
Розташовані каньйони Верхні Діри; Нижні Діри і Нові Діри.

## Населення
| Рік:            | 1994. | 2004.   | 2014.   | 2024.   |
| --------------- | ----- | ------- | ------- | ------- |
| Кількість осіб: | 4056  | 4073    | 4038    | 3939    |
| Різниця:        |       | +0,41 % | -0,85 % | -2,45 % |

| Рік:            | 2023. | 2024.   |
| --------------- | ----- | ------- |
| Кількість осіб: | 3955  | 3939    |
| Різниця:        |       | -0,40 % |